# Arrondissement de Löbau-Zittau

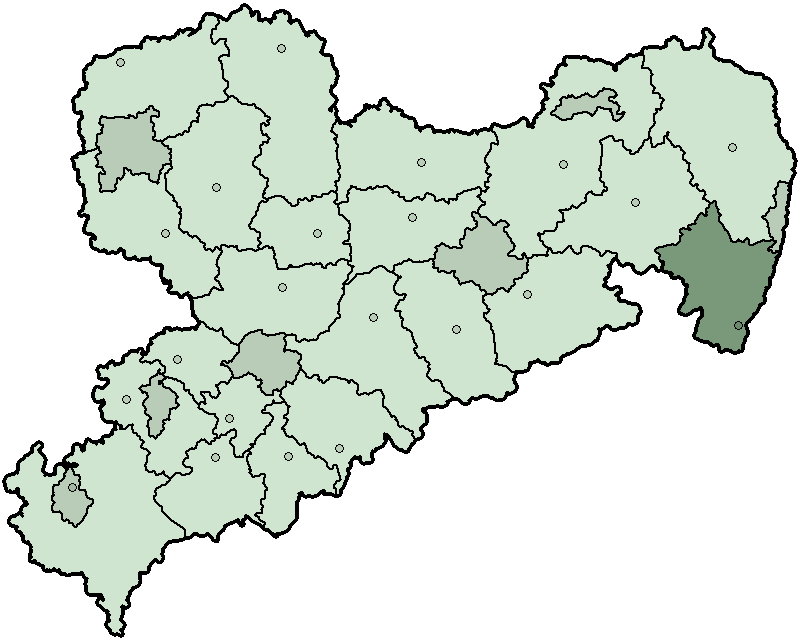
Localisation de l'ancien arrondissement en Saxe

L'arrondissement de Löbau-Zittau était un arrondissement  ("Landkreis" en allemand) de Saxe  (Allemagne), dans le district de Dresde de 1994 à 2008.
Son chef lieu était Zittau.
Il fut regroupé avec l'arrondissement de Haute-Lusace-Basse-Silésienne (Niederschlesischer Oberlausitzkreis) et l'ancienne ville-arrondissement de Görlitz le 1er août 2008 pour former le nouvel arrondissement de Görlitz, selon la réforme des arrondissements de Saxe de 2008.

## Villes et Communes
(nombre d'habitants en 2007)
| Städte 1. Bernstadt a. d. Eigen (4.003) 2. Ebersbach/Sa. (8.630) 3. Herrnhut (2.821) 4. Löbau (17.695) 5. Neugersdorf (6.227) 6. Neusalza-Spremberg (3.875) 7. Ostritz (2.847) 8. Seifhennersdorf (4.562) 9. Zittau (29.835) Verwaltungsgemeinschaften - Verwaltungsgemeinschaft Bernstadt/Schönau-Berzdorf mit den Mitgliedsgemeinden Bernstadt a. d. Eigen und Schönau-Berzdorf - Verwaltungsgemeinschaft Großschönau-Hainewalde mit den Mitgliedsgemeinden Großschönau und Hainewalde - Verwaltungsgemeinschaft Herrnhut mit den Mitgliedsgemeinden Berthelsdorf, Großhennersdorf, Herrnhut und Strahwalde - Verwaltungsgemeinschaft Löbau mit den Mitgliedsgemeinden Großschweidnitz, Lawalde, Löbau und Rosenbach - Verwaltungsgemeinschaft Neusalza-Spremberg mit den Mitgliedsgemeinden Dürrhennersdorf, Neusalza-Spremberg und Schönbach - Verwaltungsgemeinschaft Obercunnersdorf mit den Mitgliedsgemeinden Niedercunnersdorf und Obercunnersdorf - Verwaltungsgemeinschaft Olbersdorf mit den Mitgliedsgemeinden Bertsdorf-Hörnitz, Jonsdorf, Olbersdorf und Oybin - Verwaltungsgemeinschaft Oppach-Beiersdorf mit den Mitgliedsgemeinden Beiersdorf und Oppach (VG-Sitz) | Gemeinden 1. Beiersdorf (1.287) 2. Berthelsdorf (1.751) 3. Bertsdorf-Hörnitz (2.503) 4. Dürrhennersdorf (1.183) 5. Eibau (4.846) 6. Großhennersdorf (1.553) 7. Großschönau (6.416) 8. Großschweidnitz (1.434) 9. Hainewalde (1.753) 10. Jonsdorf, Kurort (1.825) 11. Lawalde (2.100) 12. Leutersdorf (4.145) 13. Mittelherwigsdorf (4.172) 14. Niedercunnersdorf (1.669) 15. Obercunnersdorf (2.156) 16. Oderwitz (5.833) 17. Olbersdorf (5.699) 18. Oppach (2.924) 19. Oybin (1.607) 20. Rosenbach (1.718) 21. Schönau-Berzdorf (1.765) 22. Schönbach (1.350) 23. Strahwalde (798) |